# Biclonuncaria coniata
Biclonuncaria coniata es una especie de polilla de la familiar Tortricidae. Se encuentra en el Distrito Federal de Brasil.